# البشير العريبي
البشير العريبي، شاعر تونسي ومؤلف النشيد الوطني الليبي «يا بلادي» بعد فوزه بجائزة مسابقة النشيد الوطني الليبي في عام 1955 التي أقيمت في القاهرة، وقد تبرع بالمقابل المادي لفائدة اللاجئين الفلسطينيين، فيما لحن الموسيقار محمد عبد الوهاب هذا النشيد الذي صار نشيدًا رسميًا للبلاد.
ولد بشير العريبي سنة 1923 بتونس العاصمة، وهو أصغر إخوته الثلاثة من والده العامل الوسيط في نقل البضائع. تلقى تعليمه الابتدائي في تونس، وتابع تعليمه الجامعي في جامعة الزيتونة حيث حاز على شهادتها العلمية سنة 1946، ومنها التحق بمدرسة الحقوق العليا ولكنه لم يكمل مساره التعليمي. عُين العريبي مدرسًا بداية من سنة 1948 لينتقل بين القيروان، وجامعة الزيتونة، والمدرسة الصادقية، ثم بات مديرًا للمعهد الوطني للدراسات الإسلامية العليا في موريتانيا.
في الذكرى الأولى لثورة 17 فبراير أقامت وزارة الثقافة الليبية حفل لتكريم الشاعر العريبي، وألقى العريبي: «أنني لأسعد وأنا أقف بينكم، وحقيقة فأنا أعتبر نفسي ليبياً فكلما رددتم النشيد الوطني الليبي أشعر بانتمائي إليكم، وهذا شرف كبير لي لا أقدره بأي ثمن، واعذروني فكبر سني لا يمكني من الإسهاب في الحديث، وأشكر شعب ليبيا لاستضافته وكرمه وتقديره، ولو استطعت لشكرت شعب ليبيا فردا فردا».
توفي العريبي يوم الخميس 10 مايو 2018.